# Bowie Crevasse Field
Bowie Crevasse Field este un câmp mare de crevase aflat într-o pantă de pe Ghețarul Minnesota între capătul sud-estic al Munților Bastien și Masivul Anderson din Munții Ellsworth. A fost numit de Universitatea din Minnesota Ellsworth Mountains Party, 1962–63, pentru Glenn E. Bowie, geofizician în cadrul partidului.